# Newbury Township (Ohio)
Newbury Township ist eine der sechzehn Townships des Geauga Countys, Ohio, Vereinigte Staaten. Bei der Volkszählung 2000 lebten 5805 Leute in Newbury.

## Geographie
Newbury Township liegt im Zentrum des Geauga Countys rund 50 Kilometer von der Innenstadt Clevelands entfernt. Die Fläche des Townships beträgt 74 Quadratkilometer. An der Ohio State Route 87, die von Osten nach Westen durch das Township führt, sind Industrie- und Gewerbebetriebe angesiedelt.

## Wirtschaft
In Newbury hat die Firma Kinetico Incorporated ihr Hauptquartier, ebenso wird Saint-Gobain Crystals and Detectors, eine weltweit operierende Gesellschaft, größtenteils von hier aus geleitet.

## Geschichte
Newbury Township war Teil der Connecticut Western Reserve. Ursprünglich waren Lake County und Geauga County in einem einzigen County vereinigt, nach der Gründung von Geauga County wurde dieses in 16 Townships eingeteilt. 1802 war Newbury das fünfte Township im County, das als eigene Verwaltungseinheit eingerichtet wurde. 1810 kamen die ersten Siedler aus den östlichen Bundesstaaten der Vereinigten Staaten, vor allem aus Connecticut und Massachusetts ins Land. Newbury wurde nach Newburyport in Massachusetts benannt.

## Persönlichkeiten
- April Nocifora (1968–2021), Film- und Fernsehproduzentin